# Mušaluk
Mušaluk – wieś w Chorwacji, w żupanii licko-seńskiej, w mieście Gospić. W 2011 roku liczyła 228 mieszkańców.